# NGC 5059
NGC 5059 ist eine 14,9 mag helle Spiralgalaxie vom Hubble-Typ Sc im Sternbild Jungfrau auf der Ekliptik. Sie ist schätzungsweise 653 Millionen Lichtjahre von der Milchstraße entfernt und hat einen Durchmesser von etwa 175.000 Lichtjahren.
Im selben Himmelsareal befinden sich u. a. die Galaxien NGC 5071, NGC 5075, NGC 5080, IC 4223.
Das Objekt wurde am 25. März 1865 vom deutschen Astronomen Albert Marth entdeckt.